# Hemmighausen
Hemmighausen ist nach Welleringhausen der zweitkleinste Ortsteil der Gemeinde Willingen (Upland) im nordhessischen Landkreis Waldeck-Frankenberg.

## Geographische Lage
Hemmighausen liegt im Naturpark Diemelsee etwas westsüdwestlich oberhalb der Mündung der kleinen Mülmecke in die Diemel. Zu den Bergen der nahen Umgebung gehören die Hohe Egge (604,9 m) und Sähre (726 m). Östlich vorbei am Dorf führt die Landesstraße 3082 (Deisfeld–Eimelrod), von der die Kreisstraße 66 als kurze Stichstraße in die Ortschaft führt. In Ortsnähe treffen sich der Diemelsteig und der Uplandsteig.

## Geschichte

### Ortsgeschichte
Der kleine Ort bildete mit den beiden Nachbarorten Eimelrod und Deisfeld eine Exklave der Herrschaft Itter im Gebiet der Grafschaft Waldeck. Er kam nach dem Aussterben der Edelherren von Itter mit der Hälfte der Herrschaft Itter im 14. Jahrhundert an die Landgrafschaft Hessen, am Ende des Dreißigjährigen Kriegs an Hessen-Darmstadt, die 1806 zum Großherzogtum Hessen wurde. Dort lag es in dessen Provinz Oberhessen. Nach Auflösung der Ämter im Großherzogtum 1821 gehörte es zum Landratsbezirk Vöhl und zum Bezirk des Landgerichts Vöhl. Die Gemeinde gehörte zu den Landesteilen, die das Großherzogtum nach dem verlorenen Krieg von 1866 mit dem Friedensvertrag vom 3. September 1866 an Preußen abtreten musste. Dort wurde es dem Landkreis Frankenberg und dem Amtsgericht Vöhl zugeordnet.
Hessische Gebietsreform (1970–1977)
Im Zuge der Gebietsreform in Hessen wurde die bis dahin selbständige Gemeinde Hemmighausen zum 1. Juli 1970 auf freiwilliger Basis in die Nachbargemeinde Usseln eingegliedert. Am 31. Dezember 1971 fusionierte diese mit vier weiteren Orten zur neuen Gemeinde Upland. Diese wurde wiederum kraft Landesgesetz am 1. Januar 1974 mit der Gemeinde Willingen zur Großgemeinde Willingen (Upland) zusammengeschlossen. Für alle ehemaligen Gemeinden wurden Ortsbezirke gebildet. Sitz der Gemeindeverwaltung wurde Willingen.

### Verwaltungsgeschichte im Überblick
Die folgende Liste zeigt die Staaten und Verwaltungseinheiten, denen Hemmighausen angehört(e):
- vor 1356: Heiliges Römisches Reich, Herrschaft Itter
- 1356–1590: Heiliges Römisches Reich, Landesherrschaft strittig zwischen Landgrafschaft Hessen, Kurmainz und Grafschaft Waldeck (Amt Eisenberg), Herrschaft Itter
- ab 1585: Heiliges Römisches Reich, Landgrafschaft Hessen-Marburg, Herrschaft Itter
- 1604–1648: strittig zwischen Hessen-Kassel und Hessen-Darmstadt (Hessenkrieg)[9]
- ab 1604: Heiliges Römisches Reich, Landgrafschaft Hessen-Kassel, Amt Herrschaft Itter
- ab 1627: Heiliges Römisches Reich, Landgrafschaft Hessen-Darmstadt, Oberfürstentum Hessen, Amt Herrschaft Itter[10][11]
- ab 1806: Großherzogtum Hessen,[Anm. 2] Fürstentum Oberhessen, Amt Herrschaft Itter[12]
- ab 1815: Großherzogtum Hessen, Provinz Oberhessen, Amt Herrschaft Itter[13]
- ab 1821: Großherzogtum Hessen, Provinz Oberhessen, Landratsbezirk Vöhl[Anm. 3]
- ab 1848: Großherzogtum Hessen, Regierungsbezirk Biedenkopf
- ab 1852: Großherzogtum Hessen, Provinz Oberhessen, Kreis Vöhl
- ab 1867: Norddeutscher Bund[Anm. 4], Königreich Preußen,[Anm. 5] Provinz Hessen-Nassau, Regierungsbezirk Kassel, Kreis Frankenberg[11]
- ab 1871: Deutsches Reich, Königreich Preußen, Provinz Hessen-Nassau, Regierungsbezirk Kassel, Kreis Frankenberg
- ab 1918: Deutsches Reich (Weimarer Republik), Freistaat Preußen, Provinz Hessen-Nassau, Regierungsbezirk Kassel, Kreis Frankenberg
- ab 1929: Deutsches Reich, Freistaat Preußen, Provinz Hessen-Nassau, Kreis des Eisenbergs
- ab 1942: Deutsches Reich, Provinz Hessen-Nassau, Regierungsbezirk Kassel, Landkreis Waldeck
- ab 1944: Deutsches Reich, Freistaat Preußen, Provinz Kurhessen, Landkreis Waldeck
- ab 1945: Amerikanische Besatzungszone,[Anm. 6] Groß-Hessen, Regierungsbezirk Kassel, Landkreis Waldeck
- ab 1949: Bundesrepublik Deutschland, Land Hessen (seit 1946), Regierungsbezirk Kassel, Landkreis Waldeck
- ab 1946: Amerikanische Besatzungszone, Hessen, Regierungsbezirk Kassel, Landkreis Waldeck
- ab 1949: Bundesrepublik Deutschland, Hessen, Regierungsbezirk Kassel, Landkreis Waldeck
- ab 1970: Bundesrepublik Deutschland, Hessen, Regierungsbezirk Kassel, Landkreis Waldeck, Gemeinde Usseln[Anm. 7]
- ab 1972: Bundesrepublik Deutschland, Hessen, Regierungsbezirk Kassel, Landkreis Waldeck, Gemeinde Upland[Anm. 8]
- ab 1974: Bundesrepublik Deutschland, Hessen, Regierungsbezirk Kassel, Landkreis Waldeck-Frankenberg, Gemeinde Willingen (Upland)[Anm. 9]

### Bevölkerung
Einwohnerstruktur 2011
Nach den Erhebungen des Zensus 2011 lebten am Stichtag dem 9. Mai 2011 in Hemmighausen 90 Einwohner. Darunter waren 3 (3,3 %) Ausländer.
Nach dem Lebensalter waren 16 Einwohner unter 18 Jahren, 30 waren zwischen 18 und 49, 24 zwischen 50 und 64 und 24 Einwohner waren älter.
Die Einwohner lebten in 36 Haushalten. Davon waren 6 Singlehaushalte, 15 Paare ohne Kinder und 12 Paare mit Kindern, sowie 3 Alleinerziehende und keine Wohngemeinschaften. In 6 Haushalten lebten ausschließlich Senioren und in 21 Haushaltungen leben keine Senioren.
Einwohnerentwicklung
Quelle: Historisches Ortslexikon
- 1585: 12 Haushaltungen
- 1629: 15 Haushaltungen
- 1742: 17 Haushaltungen
- 1791: 113 Einwohner[15]
- 1800: 106 Einwohner[16]
- 1806: 112 Einwohner, 16 Häuser[12]
- 1829: 133 Einwohner, 18 Häuser[17]

| Hemmighausen: Einwohnerzahlen von 1791 bis 2019 | Hemmighausen: Einwohnerzahlen von 1791 bis 2019 | Hemmighausen: Einwohnerzahlen von 1791 bis 2019 | Hemmighausen: Einwohnerzahlen von 1791 bis 2019 | Hemmighausen: Einwohnerzahlen von 1791 bis 2019 |
| --- | ----------------------------------------------- | ----------------------------------------------- | ----------------------------------------------- | ----------------------------------------------- |
| Jahr |                                                 |                                                 |                                                 | Einwohner                                       |
| 1791 | 1791                                            |                                                 | 113                                             | 113                                             |
| 1800 | 1800                                            |                                                 | 106                                             | 106                                             |
| 1806 | 1806                                            |                                                 | 112                                             | 112                                             |
| 1829 | 1829                                            |                                                 | 133                                             | 133                                             |
| 1834 | 1834                                            |                                                 | 126                                             | 126                                             |
| 1840 | 1840                                            |                                                 | 143                                             | 143                                             |
| 1846 | 1846                                            |                                                 | 123                                             | 123                                             |
| 1852 | 1852                                            |                                                 | 117                                             | 117                                             |
| 1858 | 1858                                            |                                                 | 121                                             | 121                                             |
| 1864 | 1864                                            |                                                 | 125                                             | 125                                             |
| 1871 | 1871                                            |                                                 | 127                                             | 127                                             |
| 1875 | 1875                                            |                                                 | 127                                             | 127                                             |
| 1885 | 1885                                            |                                                 | 127                                             | 127                                             |
| 1895 | 1895                                            |                                                 | 121                                             | 121                                             |
| 1905 | 1905                                            |                                                 | 131                                             | 131                                             |
| 1910 | 1910                                            |                                                 | 130                                             | 130                                             |
| 1925 | 1925                                            |                                                 | 123                                             | 123                                             |
| 1939 | 1939                                            |                                                 | 109                                             | 109                                             |
| 1946 | 1946                                            |                                                 | 156                                             | 156                                             |
| 1950 | 1950                                            |                                                 | 152                                             | 152                                             |
| 1956 | 1956                                            |                                                 | 128                                             | 128                                             |
| 1961 | 1961                                            |                                                 | 117                                             | 117                                             |
| 1967 | 1967                                            |                                                 | 100                                             | 100                                             |
| 1980 | 1980                                            |                                                 | ?                                               | ?                                               |
| 1990 | 1990                                            |                                                 | ?                                               | ?                                               |
| 2000 | 2000                                            |                                                 | ?                                               | ?                                               |
| 2011 | 2011                                            |                                                 | 90                                              | 90                                              |
| 2015 | 2015                                            |                                                 | 93                                              | 93                                              |
| 2019 | 2019                                            |                                                 | 93                                              | 93                                              |
| Datenquelle: Historisches Gemeindeverzeichnis für Hessen: Die Bevölkerung der Gemeinden 1834 bis 1967. Wiesbaden: Hessisches Statistisches Landesamt, 1968. Weitere Quellen: LAGIS; Gemeinde Willingen (Upland); Zensus 2011 |                                                 |                                                 |                                                 |                                                 |

Religionszugehörigkeit
| • 1829: | 133 evangelische (= 100 %) Einwohner                                |
| • 1885: | 127 evangelische (= 100 %) Einwohner                                |
| • 1961: | 116 evangelische (= 99,15 %), ein katholischer (= 0,85 %) Einwohner |

## Persönlichkeiten
- Karl Küthe (1880–1952), Ministerialbeamter und Generalstabsintendant des Heeres der Wehrmacht